# Enrico Aliprandi
Enrico Aliprandi (... – XIV secolo) è stato un condottiero italiano.

## Biografia
Era un membro della potente nobile famiglia degli Aliprandi, che rivendicava una discendenza dal re longobardo Liutprando, e che fu feudataria di vari luoghi nella Lombardia ed ebbe il predominio sulla città di Monza in epoca comunale.  
Nel corso del XIII secolo la famiglia si trovò ad affrontare con alterni atteggiamenti la crescente potenza dei Visconti.
Enrico, figlio di Astolfo, seguì la fazione dei Torriani, ebbe molti soldati al suo comando e fu Signore di Monza nel 1322. Lo stesso ebbe due figli, Francio ambasciatore presso il papa ad Avignone e Giacomo che si distinse nei tornei organizzati dai Gonzaga.
Dal predetto Enrico discendeva Gaspare Aliprandi, dal quale derivarono le diramazioni Aliprandi Carena conti di Merone (estinti), Aliprandi-ramo di Giulio Cesare (fiorente e residente a Ferrara) e Aliprandi Visconti.